# D987 (Aveyron)
De D987 is een departementale weg in het Zuid-Franse departement Aveyron. De weg loopt van de grens met Lozère via Saint-Côme-d'Olt naar Espalion. In Lozère loopt de weg als D987 verder naar Aumont-Aubrac en Esplantas.

## Geschiedenis
Oorspronkelijk was de D987 onderdeel van de N587. In 1973 werd de weg overgedragen aan het departement Aveyron, omdat de weg geen belang meer had voor het doorgaande verkeer. De weg is toen omgenummerd tot D987.